# Akkar al-Atiqa
El castell d'Akkar al-Atiqa, conegut pels croats com castell de Gibelacar (àrab: قلعة عكار العتيقة, qalʿat ʿAkkār al-ʿAtīqa, literalment ‘castell d'Akkar l'Antiga’) és una fortalesa actualment al Líban, prop del poble d'Akkar al-Atiqa, que havia estat propietat de l'Orde de Sant Joan de Jerusalem. El nom croat provenia de la contracció del nom del turó, jàbal Akkar en àrab, on era construït el castell.

## Història
El castell va ser construït als voltants de l'any 1000 per un prohom anomenat Muhriz Akkar. Aquesta família en va ser la propietària fins al 1019, quan fou pres pel califa fatimita al-Hàkim.
El 1109, després de la conquesta de Trípoli, el fill de Ramon IV de Tolosa va esdevenir el comte Bertran de Tolosa i va marxar sobre Ba'rin. L'atabeg búrida de Damasc, Tughtikín, va preferir concloure amb un tractat aquest atac. Bertran va rebre dues fortaleses, entre les quals hi havia Akkar, a canvi de no atacar Ba'rin.
El soldà zengita Nur-ad-Din va prendre la fortalesa durant les campanyes de Síria. I el 1170, els croats van tornar a ocupar la plaça. El rei Amalaric I de Jerusalem el va entregar a l'Orde de Sant Joan de Jerusalem. El castell va formar part de la senyoria de Nefí, per acabar finalment al comtat de Trípoli i a mans de Bohemon IV d'Antioquia.
El 1271 Bàybars I, després de conquerir el Krak dels Cavallers, va posar setge a aquesta fortalesa que es va rendir poc després.

## El monument
El castell d'Akkar està situat sobre una muntanya de més de 700 m d'altitud i domina la vall entre dues gorges. Controla també el passatge de Trípoli cap a Homs i permet protegir la plana d'Arqa i prevenir també un tall de les comunicacions entre Tartús i Trípoli. La posició d'Akkar també li permet controlar la circulació entre la Bekaa i Homs.
De les ruïnes només en resta una part de la torre nord, de la qual encara hi ha l'entrada. Falta una escala per arribar a aquesta porta situada a tres metres sobre el nivell del terra. Una part de la fortalesa fou reconstruïda per Bàybars, com testimonien diverses pedres on hi ha esculpit un lleó, emblema d'aquest cabdill.